# Луганска народна република
 Тази статия е за субекта на Руската федерация.  За областта на Украйна в нейните международно признати граници вижте Луганска област.  
Луганската народна република (на украински: Луганська народна республіка; на руски: Луганская народная республика; съкратено: ЛНР) е държавно образувание, създадено от подкрепяните от Русия сепаратисти в Източна Украйна. От 2014 до 2022 г. съществува като самопровъзгласила се държава, а след това е анексирана от Русия. ЛНР претендира за територията на цялата Луганска област на Украйна. Административен център е град Луганск.

## История
Самопровъзгласява се през април 2014 година на територията на Луганска област в източна Украйна. След протестното движение Евромайдан и свалянето на президента Виктор Янукович през 2014 г., местните анти-Майдан и проруски протести се засилват, кулминирайки в обявяването на Луганската народна република на 27 април 2014 г.
На 11 май 2014 г. се провежда референдум за независимост от Украйна. Броят на гласувалите в полза на образуването на Луганска народна република е 96,2%. Властите на републиката обявяват независимост на следващия ден 12 май 2014 г.
На 24 май 2014 г. самопровъзгласилото се правителство се съгласява да се обедини с Донецката народна република в непризнатата конфедерация Новорусия. На 20 май 2015 г. ръководството на Новорусия обявява края на конфедерационния проект.
Отначало Луганската република е призната само от частично признатата република Южна Осетия. Украйна счита републиката за терористична организация. Северната част на Луганска област, която е главно украиноезична, остава под контрола на Украйна. Въпреки че ЛНР губи контрол над по-голямата част от областта, украинското правителство смята, че около 64,4% от населението в областта живее под сепаратистка власт. Това е защото укреплението на ЛНР е в южната част на областта, която е и най-гъсто населената част в областта – там се намират големи градове като Луганск, Алчевск и Краснодон.
От февруари 2017 г. Русия признава документи за самоличност, дипломи, актове за раждане и регистрационни номера на МПС, издадени от ЛНР, докато се намери политическо уреждане на ситуацията.
На 21 февруари 2022 г. президентът на Русия Владимир Путин признава независимостта на републиките Донецк и Луганск, което води до остра реакция от държавите от НАТО, ООН, ЕС, включително и от България. Като отговор към признаването на независимост на републиките, американският президент Джо Байдън заявява, че ще наложи санкции върху новопризнатите от Русия републики, включително и върху Русия, за която се обмислят санкции и от други страни. 
На 22 февруари 2022 г. Държавната дума на Русия единодушно приема федерален закон за признаването на Донецката и Луганска народна републики за суверенни и независими държави и ратифицира договорите с тях за дружба и сътрудничество. Договорите с Русия са ратифицирани същия ден и от парламентите на ДНР и ЛНР.
На 24 февруари Въоръжените сили на Русия започват пълномащабно нахлуване на територията на Украйна. По време на войната ЛНР установява контрол над всички градове в Луганска област.
До юли 2022 г. ЛНР е призната официално от 5 държави: Русия, Абхазия, Южна Осетия, Сирия и Северна Корея.
В периода 23 – 27 септември 2022 г. в окупираната от Русия част на Луганска област се провежда референдум, след което Русия обявява анексирането на Луганска област, както и на още три региона на Украйна. Анексирането на територии е извършено в нарушение на международното право.